# David Mináč
David Mináč (* 1. prosince 1991, Hainburg an der Donau) je slovenský režisér, scenárista, herec, umělec a fotograf.

## Životopis
Jeho poslední film Gen Pavel Traubner dostal cenu Platinum Remi Award na WorldFest-Houston International Film Festival. Kromě filmové režie se věnuje i módnímu fotografování. Měl už několik výstav ve Velké Británii, v České republice a na Slovensku.